# Ofensiva Kovel-Lublin
A Ofensiva Kovel-Lublin foi uma operação militar da União Soviética contras as forças do Eixo, no âmbito da Frente Oriental da Segunda Guerra Mundial. 
Realizada entre 17 e 30 de julho de 1944, em conexão com as operações Bagration e Lviv-Sandomir, seu objetivo era reduzir o saliente criado pelo sucesso destas duas operações, no norte e no sul. Além disso, ela buscava tomar Lublin dos alemães, e, assim, assegurar aos comunistas poloneses uma base territorial na própria Polônia.

## Contexto histórico
Em um contexto marcado por no norte e no sul, as unidades alemãs instaladas na Ucrânia Ocidental foram despojadas de vários meios defensivos e ofensivos, a fim de fornecer novas tropas a Model, no norte e no sul.
Além disso, em dezembro de 1943 foi estabelecido um comitê do governo polonês favorável à URSS, e a conquista da cidade de Lublin, povoada por 125.000 habitantes, poderia fornecer a esse governo uma base territorial. Assim, na primavera de 1944 essa cidade se tornou um objetivo político de primeira magnitude.

## Meios à disposição
Lentamente, a partir de junho, os soviéticos reuniram suas forças no setor onde a ofensiva deveria ser lançada, enquanto as unidades do Eixo foram despojadas de seus meios, ou reforçadas com unidades pouco motivadas ou consideravelmente enfraquecidas, como as divisões húngaras. Durante o verão de 1944, a Wehrmacht transferiu nove divisões para o setor de Kovel, totalizando 100.000 homens, apoiados por 100 bocas de fogo e 160 destróieres de tanques.
Por sua vez, os soviéticos puseram amplos recursos à disposição da operação, incluindo cinco exércitos, dentre os quais o 1º Exército polonês, formado por 410.000 homens apoiados por 1.550 veículos blindados.

### Planejamento
A Ofensiva Kovel-Lublin deve ser compreendida na seqüência operacional planejada pelo Exército Vermelho para o verão de 1944. Ela pertence a uma cadeia de operações com objetivos limitados e em sequência.
Nesse contexto, a Ofensiva Kovel-Lublin foi um meio adicional encontrado pelos soviéiticos para aumentar a fragmentação da massa blindada alemã que constituía o Grupo de Exércitos do Norte da Ucrânia, uma unidade formidável capaz de deter a mais forte ofensiva soviética.
Os planos soviéticos foram baseados no princípio de operações em profundidade, e a cidade de Lublin, a 250 km da linha de frente, era o seu objetivo operacional, este mesmo parte de outros objetivos táticos e políticos.
Este planejamento operacional, no entanto, permanece flexível, evoluindo de acordo com o curso das operações. Josef Stalin continuou enviando diretrizes a Konstantin Rokossovski, com novas metas ou modificando as precedentes, mesmo quando a ofensiva já se encontrava em andamento.

## Operações

### O ataque soviético
Lançada em 17 de julho de 1944, com uma operação contra unidades húngaras mal equipadas, a ofensiva foi desencadeada no dia seguinte, no início da manhã, infligindo pesadas baixas nas defesas alemãs, que não foram capazes de deter o ataque.
No dia seguinte, a força aérea soviética atacou as posições defensivas alemãs, enquanto as tropas terrestres rapidamente conquistaram toda a primeira linha de defesa alemã.

### Derrota alemã
Desde o final da tarde do primeiro dia da operação, os subúrbios de Lublin foram varridos pelas forças blindadas soviéticas, que operam nas profundezas das unidades alemãs.
A cidade foi cercada em 23 de julho, e libertado no dia 25. Houve uma tentativa de socorro às tropas alemãs cercadas, mas que conseguiu libertar apenas algumas dezenas de homens.
Esta derrota, no entanto, foi diminuída pelo endurecimento alemão perto dos rios Vístula e San, e muitas unidades alemãs sobreviventes conseguiram se reagrupar do outro lado do rio.

## Consequências

### Consequências militares
Após esse sucesso, uma primeira cabeça de ponte foi formada a oeste do rio Vístula, em 27 de julho. Contidas pelas concentrações alemãs no setor, as unidades soviéticas que chegaram à região ficaram limitadas aos objetivos que haviam sido atribuídos.

### Majdanek
A estas consequências militares, acrescentou-se o impacto da libertação do campo de Majdanek, localizado nos subúrbios de Lublin. A descoberta deste campo de extermínio, o primeiro a ser liberado pelos Aliados, marca o início de uma mudança na política soviética em relação ao tratamento dos alemães envolvidos no conflito.
A descoberta deste campo é objeto de uma intensa cobertura midiática, realizada por repórteres soviéticos e transmitida tanto na União Soviética quanto no front. Da mesma forma, correspondentes de guerra aliados foram convidados a visitar o campo, mas esses repórteres enfrentam o ceticismo de seus próprios compatriotas.
Além disso, autoridades soviéticas, incluindo Nikolai Bulganin, organizam visitas de soldados ao campo.